# Copa da Escócia de 1893–94
A Copa da Escócia de 1893-94 foi a 21º edição do torneio mais antigo do futebol da Escócia. O campeão foi o Rangers F.C., que conquistou seu 1º título na história da competição ao vencer a final contra o Celtic F.C., pelo placar de 3 a 1.

## Premiação
| Copa da Escócia de 1893-94       |
| Escócia                          |
| -------------------------------- |
| Rangers F.C. Campeão (1º título) |